# Canada (Epcot)

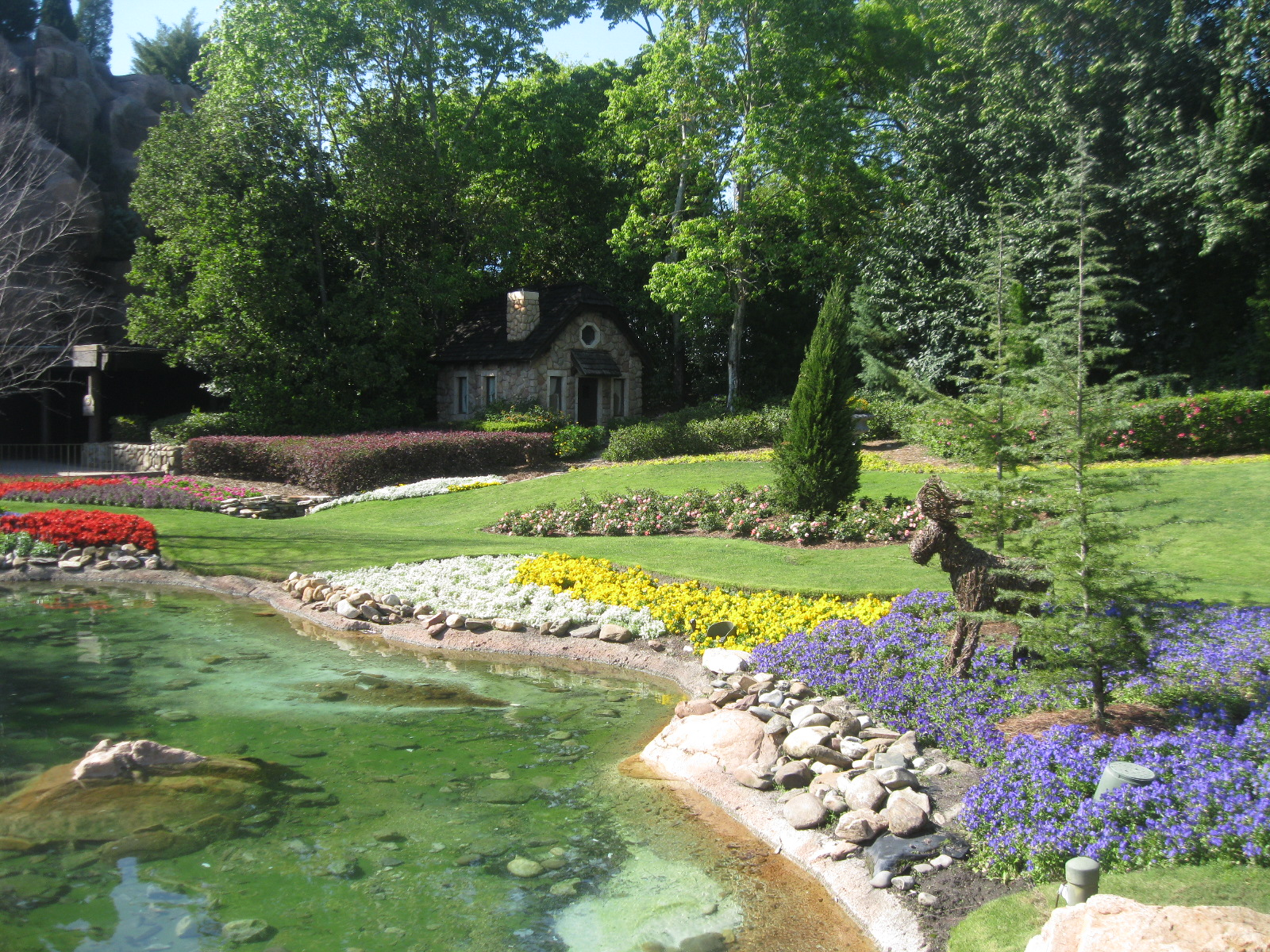
De tuinen die verwijzen naar Butchart Gardens op Vancouver Island

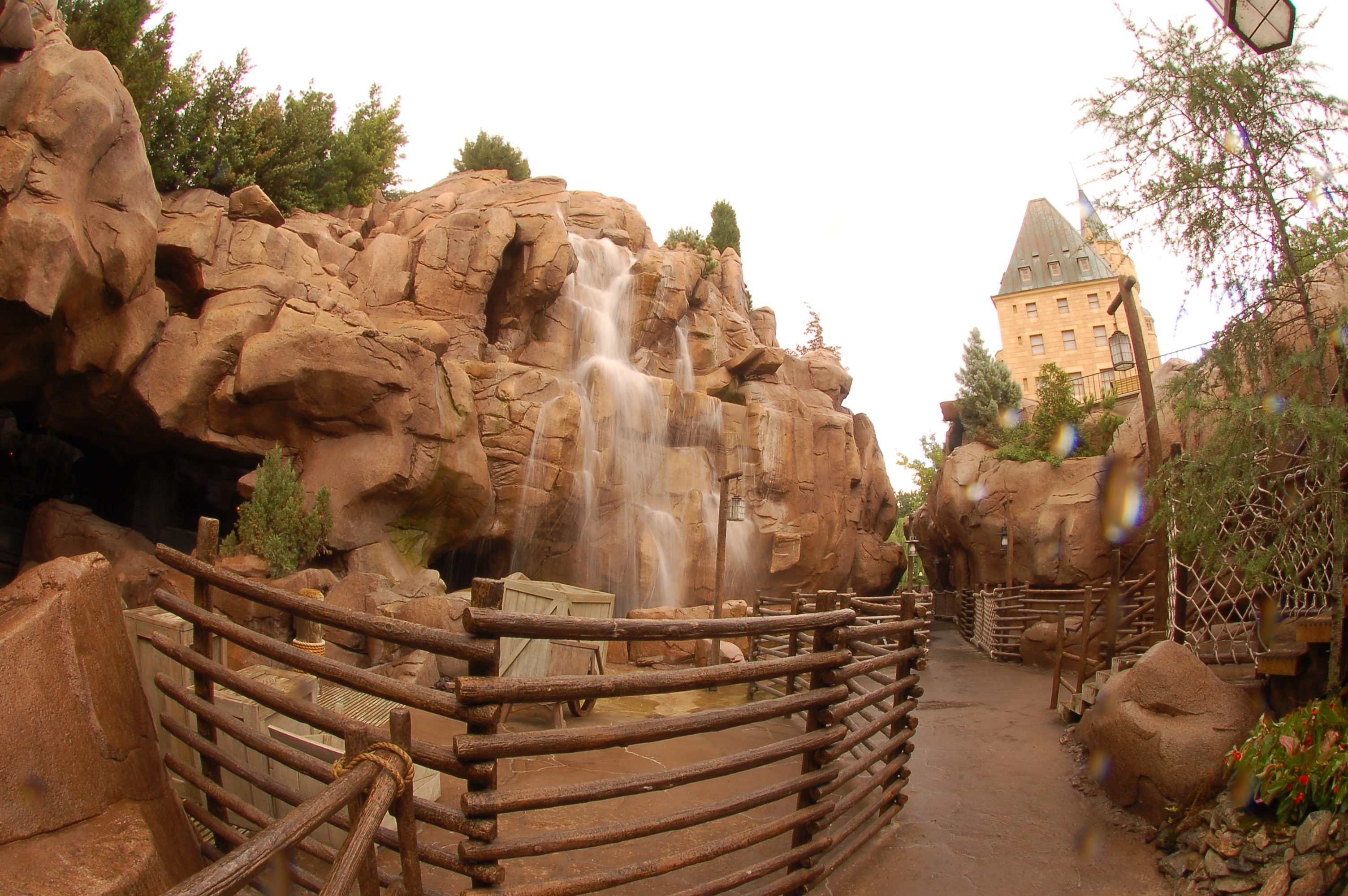
De rotspartijen en watervallen achter in het paviljoen

Het paviljoen van Canada is een themagebied in het Amerikaanse attractiepark Epcot. Het thema van dit gebied is georiënteerd rondom Canada en maakt deel uit van het grotere themagebied World Showcase. Het gebied werd geopend op 1 oktober 1982, tezamen met het park zelf.

## Beschrijving
Het paviljoen is middels twee routes toegankelijk vanaf de promenade rondom het World Showcase Lagoon. Via een stelsel van terrassen loopt één route langs de souvenirwinkels Northwest Mercantile en Trading Post, om vervolgens uit te komen bij enkele stenen huizen en Hotel du Canada, een kasteelvormig gebouw dat geïnspireerd is op Château Laurier in Ottawa. Door middel van forced perspective lijkt dit kasteel 6 verdiepingen te hebben, terwijl het in werkelijkheid slechts 3 verdiepingen heeft. Vanaf het hoogste terras loopt de route verder langs een aantal trappen naar beneden, die uitmonden bij de ingang van de attractie O Canada!. Op de terrassen zijn tevens enkele totempalen te vinden, waarvan één totempaal een inheems scheppingsverhaal van de zon, maan en sterren uitbeeldt.
De tweede route vanaf de promenade langs het World Showcase Lagoon is te bereiken via een poort die verwijst naar Le Cellier Steakhouse, naast het horecapunt Popcorn in Canada. Deze route kronkelt door enkele tuinen die verwijzen naar Butchart Gardens op Vancouver Island, om vervolgens langs restaurant Le Cellier Steakhouse te lopen, dat zich in de kelders van Hotel du Canada bevindt. De route loopt verder langs een rotspartij met enkele watervallen, om tot slot bij de ingang van de attractie O Canada! uit te komen.

## Faciliteiten
| - O Canada! - Le Cellier Steakhouse - Popcorn in Canada | - Northwest Mercantile - Trading Post |

## Trivia
- De werknemers in het paviljoen die in contact komen met de gasten komen oorspronkelijk uit Canada zelf. Disney regelt via haar internationale programma's dat werknemers bij haar paviljoens ook de nationaliteit hebben van dat paviljoen.[1]